# Charles Beresford
Charles William de la Poer Beresford, 1. baron Beresford GCB, GCVO (ur. 10 lutego 1846 w Dundalk w Irlandii, zm. 6 września 1919 w hrabstwie Caithness w Szkocji) – brytyjski oficer marynarki, admirał i polityk. Podczas służby w Royal Navy dowodził między innymi Flotą Śródziemnomorską i Flotą Kanału. Był wieloletnim członkiem Parlamentu.

## Życiorys
Był drugim synem Johna Beresforda, markiza Waterford. Służbę w Royal Navy rozpoczął jako kadet w grudniu 1859 roku. W 1874 roku, będąc młodym stażem i stopniem oficerem marynarki, został wybrany członkiem Izby Gmin z okręgu Waterford, z ramienia rządzących konserwatystów, powodując w ten sposób konsternację wśród lordów Admiralicji. Obowiązki parlamentarne pełnił do końca kadencji w 1880 roku, nie przerywając służby wojskowej. W 1875 roku został awansowany do stopnia komandora porucznika (Commander).
Charles Beresford wsławił się odwagą jako dowódca kanonierki „Condor” podczas bombardowania Aleksandrii w lipcu 1882 roku. W latach 1884−1885 dowodził oddziałem marynarzy wchodzącym w skład ekspedycji generała Garneta Wolseleya, wysłanej do Chartumu na pomoc generałowi Charlesowi Gordonowi podczas powstania Mahdiego.
W 1885 roku Charles Beresford został ponownie wybrany członkiem Parlamentu, powtarzając sukces w wyborach w roku następnym. Zrezygnował z pełnienia mandatu w 1888 roku. W latach 1886−1888 pracował również w Admiralicji, współdziałając między innymi w tworzeniu podstaw brytyjskiego wywiadu morskiego. Od 1889 roku powrócił do służby na morzu. W 1898 roku został promowany do stopnia kontradmirała (Rear Admiral) i ponownie wybrany do Izby Gmin, gdzie pracował do 1900 roku. Został wówczas mianowany zastępcą dowódcy Floty Śródziemnomorskiej. Jej dowódcą był John Arbuthnot Fisher. Obaj oficerowie czuli do siebie wzajemną niechęć, która powodowała nieustanny konflikt pomiędzy nimi i wkrótce urosła do poważnych rozmiarów.
Charles Beresford został ponownie członkiem Izby Gmin w 1902 roku, jednak zrezygnował z mandatu rok później, gdy został mianowany dowódcą Floty Kanału (Channel Fleet) i promowany na admirała. W latach 1905−1907 dowodził Flotą Śródziemnomorską, zaś przez kolejne dwa lata ponownie Flotą Kanału. Tu znów skonfliktował się z admirałem Fisherem, wówczas Pierwszym Lordem Morskim Admiralicji, przeprowadzającym reformę organizacyjną Royal Navy. W efekcie w marcu 1909 roku admirał Beresford został pozbawiony dowództwa i usunięty ze służby czynnej, jego adwersarz zaś ustąpił ze stanowiska dwa lata później w następstwie publicznych oskarżeń i prowadzonego na zlecenie rządu postępowania. W 1910 roku Charles Beresford został na kolejne sześć lat wybrany do Izby Gmin, zaś w 1916 roku wyniesiony do godności barona (Lord Charles Beresford, Baron Beresford of Metemmeh and Curraghmore in the County of Waterford) i członka Izby Lordów. Pogarszający się stan zdrowia nie pozwolił mu jednak na nazbyt czynne uczestnictwo w życiu publicznym. Zmarł 6 września 1919 roku w posiadłości w hrabstwie Caithness w północnej Szkocji.